# Загороднев, Олег Евгеньевич
Олег Евгеньевич Загороднев (7 июля 1959, Калининград, Московская область, РСФСР, СССР) — советский хоккеист (хоккей на траве), атакующий полузащитник и нападающий. Бронзовый призёр летних Олимпийских игр 1980 года.

## Биография
Олег Загороднев родился 7 июля 1959 года в городе Калининград (сейчас Королёв) Московской области.
В 1977—1981 годах играл в хоккей на траве в алма-атинском «Динамо», в 1982—1988 годах — в московских «Филях». Трёхкратный чемпион СССР (1977, 1979, 1981), серебряный (1980) и бронзовый (1983) призёр чемпионата, обладатель Кубка СССР 1985 года, обладатель Кубка европейских чемпионов 1982 года. В чемпионате СССР провёл 335 игр, забил 180 мячей (за «Динамо» 119 матчей, 23 мяча, за «Фили» — 236 матчей, 157 мячей). Девять раз входил в число 22 лучших хоккеистов СССР, в 1984—1985 годах признавался лучшим нападающим страны. В 1979 году в составе сборной Казахской ССР стал чемпионом хоккейного турнира летней Спартакиады народов СССР.
В 1980 году вошёл в состав сборной СССР по хоккею на траве на летних Олимпийских играх в Москве и завоевал бронзовую медаль. Играл в поле, провёл 6 матчей, забил 3 мяча (два в ворота сборной Кубы, один — Танзании).
В 1981 году в составе сборной СССР завоевал Межконтинентальный кубок, в 1983 году стал серебряным призёром чемпионата Европы в Амстелвене, в 1984 году завоевал золотую медаль соревнований «Дружба-84». Участвовал в чемпионате мира 1982 года в Бомбее и чемпионате Европы 1987 года в Москве.
В 1977—1987 годах провёл в составе сборной СССР 130 матчей, забил 43 мяча.
Был одним из сильнейших нападающих советского хоккея на траве, обладал высокой техничностью, отличным дриблингом, сильным и точным ударом.
Заслуженный мастер спорта СССР.